# Cantó de Dijon-5
El cantó de Dijon-5 és un cantó francès del departament de Costa d'Or, situat al districte de Dijon. Té 7 municipis i part del de Dijon.

## Municipis
- Corcelles-les-Monts
- Dijon (part)
- Flavignerot
- Fleurey-sur-Ouche
- Lantenay
- Pasques
- Prenois
- Velars-sur-Ouche

## Història
| Data d'elecció                           | Identitat              | Partit           | Qualitat |
| ---------------------------------------- | ---------------------- | ---------------- | -------- |
| 1973-1976                                | Pierre Barbier         | UDR, després RPR |          |
| 1976-1985                                | Philippe Peretti       | PS               |          |
| 1985-1998                                | Pierre Barbier         | RPR              |          |
| 1998-2008                                | François Rebsamen      | PS               |          |
| 2008-2012                                | Laurent Grandguillaume | PS               |          |
| 2012-                                    | Céline Maglica         | PS               |          |
| les dades anteriors no són pas conegudes |                        |                  |          |
|                                          |                        |                  |          |